# Perdix
Perdix Brisson, 1760 è un genere di uccelli della famiglia dei Fasianidi.

## Tassonomia
Il genere comprende le seguenti specie:
- Perdix dauurica (Pallas, 1811) - starna di Dauria
- Perdix hodgsoniae (Hodgson, 1856) - starna del Tibet
- Perdix perdix (Linnaeus, 1758) - starna eurasiatica